# NGC 3433
NGC 3433 (другие обозначения — UGC 5981, MCG 2-28-23, ZWG 66.48, PGC 32605) — спиральная галактика (Sc) в созвездии Льва. Открыта Уильямом Гершелем в 1784 году.
Двумя различными методами, на двух различных телескопах — Very Large Telescope и William Herschel Telescope, и по различным данным — по полю скоростей звёзд и по полю скоростей межзвёздного вещества, был измерен радиус коротации в галактике, связанный с баром, и три других радиуса коротации; методы дали сходные результаты.
Этот объект входит в число перечисленных в оригинальной редакции «Нового общего каталога».